# Alain Borne (football)
Pour les articles homonymes, voir Alain Borne et Borne.
Alain Borne, né le 23 novembre 1957 à Corbeil-Essonnes (Essonne),  est un footballeur français. Il évoluait au poste d'attaquant.

## Biographie
Alain Borne évolue au Troyes AF, au Stade rennais FC, au SM Caen, et enfin à l'AS Corbeil-Essonnes.
Il dispute 12 matchs en Division 1, marquant un but, et 92 matchs en Division 2, inscrivant 13 buts.
Il marque son seul but en Division 1 le 16 avril 1977, avec Troyes, sur la pelouse de Rennes (score : 2-2).

## Palmarès
- Vainqueur du Groupe Ouest de Division 3 en 1980 avec le SM Caen
- Vainqueur du Groupe Nord de Division 3 en 1982 avec l'AS Corbeil-Essonnes